# Wingdings
 (novembre 2023).
Si vous disposez d'ouvrages ou d'articles de référence ou si vous connaissez des sites web de qualité traitant du thème abordé ici, merci de compléter l'article en donnant les références utiles à sa vérifiabilité et en les liant à la section « Notes et références ».

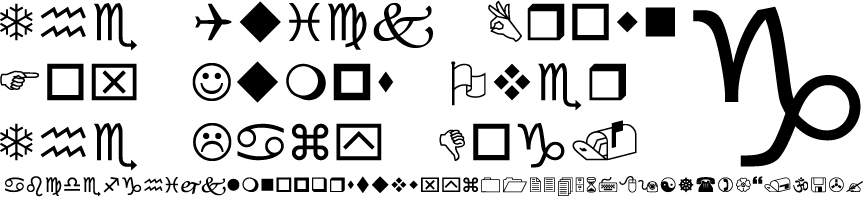
Quelques symboles de la police Wingdings.

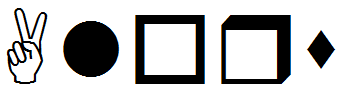
Le mot « Alors » avec la police Wingdings.

Wingdings est une police de caractères au format TrueType, composée de pictogrammes, fournie avec le système d’exploitation Windows de Microsoft à partir de la version 3.1. Cette police peut être utile pour insérer des symboles astronomiques.

## Utilisation
Dans le jeu vidéo Undertale, W. D. Gaster l’utilise comme police de caractères pour communiquer au joueur.